# Ramon Miravall i Dolç
Ramon Miravall i Dolç (Roquetes, Baix Ebre, 1 d'agost de 1940), és un historiador català.
Llicenciat en Geografia i Història per la Universitat de Barcelona, i Doctor en Història (1992) per la Universitat Autònoma de Barcelona amb la seva tesi doctoral Corpus epigràfic dertosense. L'any 1981 va ser nomenat cap dels Serveis Territorials del Departament de Cultura de la Generalitat de Catalunya a Tortosa (DOGC núm. 144 de 22/07/1981). Va ocupar el càrrec fins a la seua substitució per Josep-Sebastià Cid l'any 2001.
Durant anys ha estat el director de la col·lecció "Dertusa", que editava la Cooperativa Gràfica Dertosense. L'any 2017 va rebre el Premi Sant Blai, atorgat per l'Associació de Veïns Centre-Nucli Històric de Tortosa.

## Obres
Miravall és autor d'una extensa obra, centrada especialment en la història de Tortosa i la seva rodalia. Entre elles destaquen:
- Tortosa i els tortosins (Barcelona: Selecta, 1969)
- La societat tortosina de la post-reconquesta (1970)
- Fonaments de l'autodeterminació medieval de Tortosa (Barcelona: Rafael Dalmau, 1973).
- Tortosa, ciutat de castells i llegendes (Tortosa ; València : L'Estel ; Dertosa, 1976)
- Les torres de la regió marítima de l'Ebre (Tortosa : Dertosa, 1980)
- Tortosa. Guia general (Tortosa: Dertosa, 1983)
- Entorn a Tortosa napoleònica (Tortosa: Dertosa, 1985)
- Madina Turtuxa: introducció a la Tortosa islàmica (Tortosa: Dertosa, 1999)
- Epigrafia medieval i renaixentista del claustre de la Seu de Tortosa
- Corpus epigràfic dertosense (Tesi doctoral, 1992)
- La Salle a Tortosa (Tortosa : Cooperativa Gràfica Dertosense, 2002)
- Els gremis de Tortosa (Tortosa: l'Estel, 2016)
- Episcologi Dertosense. Introducció a la historia de la societat i de l'Església de Tortosa